# When Luck Changes
When Luck Changes è un cortometraggio muto del 1913 diretto e interpretato da Wallace Reid. La sceneggiatura si deve al padre del regista, Hal Reid, all'epoca noto sia come sceneggiatore che come commediografo.

## Trama
Trama in (EN)  di Moving Picture World  su IMDb

## Produzione
Il film fu prodotto dall'American Film Manufacturing Company come Flying A.

## Distribuzione
Distribuito dalla Mutual Film, il film - un cortometraggio in una bobina - uscì nelle sale cinematografiche USA il 2 giugno 1913.